# Aerenea annulata
Aerenea annulata är en skalbaggsart som beskrevs av Monné 1980. Aerenea annulata ingår i släktet Aerenea och familjen långhorningar. Inga underarter finns listade i Catalogue of Life.